# تيمروقه ايدار
الأمير تيمروقه ايدار (الأديغية:Темырикъу Идар) امير امارة القبرديه الشركسية ورأس السلطة فيها خلال القرن الخامس عشر، وسادس امير لها، يعود نسبه للأمير العظيم إينال الكبير، تعود شهرته لارتباط اسمه بالتحالف مع قيصر الامبراطورية الروسية إيفان الرابع ومصاهرته له، حكم الأمير تيمروقه بقوة الحديد والنار، اخمد ثورات الامراء المتنازعين، واصبحت امارة القبرديه الشركسية وشركيسيا ككل قوة عسكرية مسيطرة على شمال القفقاس باكمله حتى ان الممالك الجورجية لم تسلم من اطماعه.

الأمير تيمروقه إيدار دوق قبارديا الأعلى

## الأمير الشجاع
عرف عن الأمير تيمروقه شجاعته الفائقة فقد كان معروف عنه تحليه بأخلاق الفروسية العالية بحيث كان دومًا يشعر اعدائه انه قادم اليهم ولا ياخذهم على حين غرة وكان يطلق صرخته الشهيرة لدى مهاجمة اعدائه «انا قادم اليكم».

## الجدل
قد يكون الأمير تيمروقه من أكثر الشخصيات جدلًا في التاريخ الشركسي بسبب ارتباط اسمه بالتحالف ومصاهرة إيفان الرهيب قيصر الامبرطورية الروسية هذا التحالف الذي أبرمه الأمير تيمروقه يوصف لدى الكثير بانه تصرف اقرب للخيانة والعمالة بحق الشعب الشركسي وأنه من فتح الباب أمام اكذوبة الانضمام الطوعي الشركسي للدولة الروسية القيصرية. نسخة محفوظة 20 نوفمبر 2021 على موقع واي باك مشين. 

## مدن على اسمه
قاد حملة عسكرية في العام 1556 تمكن على إثرها من طرد التتار من الأراضي الشركسية وملاحقة فلولهم إلى شبه جزيرة تامان حيث دخلها واحتل القلعة العثمانية فيها وأصبحت تعرف بعد ذلك بقلعة ومدينة تيمروك ولغاية يومنا هذا لا تزال تعرف هذا الاسم ويذكر المؤرخ السويدي ثونمان يوهان إريك أن الشراكسة أسسوا المدينة.
عام 1569 شنت القوات التترية - العثمانية هجومًا على مدينة استرخان في محاولة للضغط على القوات الروسية في خانية قازان إلا انها تعرضت لهجوم شركسي مدمر بقيادة الأمير تيمروقه جعلها تتكبد خسائر فادحة وتابع الأمير تيمروقه تقدمه إلى شمال نهر الدون وقام بانشاء مدينة نوفوتشركاسك أي (شركيسيا الجديدة) في مناطق نهر الدون بالقرب من مدينة روستوف ولاتزال هذه المدينة تحمل اسم نوفوتشركاسك لغاية اليوم.

## التحالف الشركسي - الروسي
تمتع الأمير تيمروقه بموهبة في الحكم وإدارة شؤون البلاد والحرب فقد تنبه إلى أن الدولة العثمانية تدعم التتار الطورانيين بالسلاح والعتاد المتطور بالتالي فإن فرص نجاحه في التصدي للاخطار الخارجية مقلقة وغير أكيدة وعليه بحث عن التحالف مع قوى أخرى تستطيع دعمه ووجد ضالته في روسيا القيصرية حيث لم يكن الشراكسة آنذاك في حالة حرب أو عداء مع روسيا القيصرية بل كانت الدولة الروسية هي الأخرى في حالة حرب مع التتار والدولة العثمانية حيث تقاطعت مصالح الطرفين.
و عليه قام الأمير تيمروقة عام 1557 بإرسال سفارة ضمت عدد من أبنائه الامراء أبرزهم سلطان قول وبولات جيري وغيرهم إلى موسكو للتحالف مع الروس وفعلا أستقبل القيصر إيفان الرهيب أعضاء الوفد وأعلن قبوله الدخول في تحالف مع إمارة القبردي التي يتزعمها الأمير تيمروقه ضد من يعتدي على الأراضي الشركسية والروسية.

## الاميرة غواشانيه (ماريا)
عام 1561 توفيت الامبراطورة انستازيا زوجة القيصر إيفان الرهيب وكان من المفترض أن يتزوج ابنة ملك بولندا الأميرة كاثرين كما كان سائدا في ذلك الوقت من عادات دبلوماسية لتقوية أواصر التحالف والحكم إلا أنه فضل الزواج بابنة الأمير الشركسي تيمروقه لايمانه بانه التحالف الأقوى والذي أثبت نجاعته في السنوات الأخيرة المتمثلة بالانتصار على التتار والعثمانيين.
و لهذا تم إرسال وفد كبير رفيع المستوى ضم مجموعة من الامراء والمستشارين في البلاط القيصري إلى إمارة القبردي الشركسية ووقع الاختيار على ابنة الأمير تيمروقه الأميرة غواشنيه وتم أصطحابها رفقة شقيقها الأمير سلطان قول إلى موسكو لعقد قرانها على القيصر إيفان الرابع وأصبحت بعد ذلك تعرف باسم الامبراطورة ماريا وتم تنصيرها.
بالمقابل تزوج شقيقها الأمير سلطان قول بابنة الأمير فاسيلي ميخائيلوفيش أحد أهم أعمدة البلاط القيصري الذي كان يتولى إدارة شؤون البلاد المالية وأصبح اسمه ميخائيل وتم تنصيره ايضًا.

## عمليات مشتركة مع الروس
● نتيجة لهذا التحالف تم تنظيم حملة عسكرية مشتركة بين الروس والشراكسة من القبردي في العام 1559 تمكنوا من خلالها من إلحاق هزيمة نكراء بالتتار والعثمانيين.
● ساهم فرسان القبردي بقيادة أبناء الأمير تيمروقه بمعارك عديدة مع الجيش الروسي في بولندا وبلدان البلطيق وغيرها بناءًا على شروط التحالف.
● دعم القيصر إيفان الرهيب الأمير تيمروقه في بسط سيطرته على كامل اراضي القبردي بهزيمة جميع الامراء المعارضين له.
● قام الأمير تيمروقه ببناء قلعة في منطقة تيريك الواقعة في إمارة القبردي تابعة للجيش الروسي كان الهدف منها تقديم الحماية وتدريب القوات الشركسية.
● خضعت مناطق الاوسيت والانغوش والشعوب الطورانية التي ادخلها العثمانيين والتتار إلى القفقاس للحكم الشركسي فاصبحت امارة القبردي الشركسية قوة مهيمنة.
● بسط الأمير تيمروقه نفوذه على كافة هذه المناطق وحكمها بقبضة حديدية حتى ان الممالك الجورجية لم تسلم من اطماغه.

## قتله عناده ودفاعه عن شركيسيا
شنت القوات التترية عام 1570 هجوما كاسحًا باتجاه موسكو ونجحوا في احراقها وأثناء انسحابهم توجه قسم كبير منهم إلى المناطق الشمالية لغرب شركيسيا لغزوها واحتلالها فخرج لهم الأمير تيمروقه للتصدي لهم عام 1571 رغم ان كبار قادته ومستشاريه نصحوه بالتراجع وعدم البدء بالهجوم حيث توفرت معلومات تؤكد أن الجيش التتري كان قوامه أكثر من 130 ألف مقاتل مدعومين بقوات إضافية من تتار قازان واسترخان بالإضافة إلى كتائب من الجيش العثماني وبالتالي فإن التصدي لهذا الجيش مستحيل بالقوات الشركسية المتوفرة ناهيك عن عدم قدرة الجيش الروسي عن تقديم أي مساعدة نظرا للهزيمة التي تعرض لها.
إلا أن الأمير تيمروقه والذي كان من صفاته بالإضافة إلى الشجاعة العناد الشديد قرر مهاجمة الجيش التتري ورفض التراجع وأن يوصف بالجبن ووقعت المعركة على ضفاف نهر الكوبان (الأديغية: Псыжъ) وسقط في هذه المعركة الأمير تيمروقه قتيلًا واسر اثنين من أبنائه هم مشوقه وبولات جيري.

## الأمير المظلوم
يمكن القول أن الظالم هو من كتب تاريخ الأمير تيمروقه فكان في معظم الروايات طاغية ومتسلط لم يكن يهمه سوى الحفاظ على حكمه بغض النظر عن الوسيلة فتحالف مع الروس إلا أنه لا بد من الإشارة أنه وبعد وفاته كان هناك حزن عام في القبردي على بطلها وكانت هناك عدة مراثي شعبية تنعى الأمير تيمروقه أبرزها ما كان يقول «لم يعد هناك بطل شجاع، بطلنا الشجاع، الأمير تيمروقه» وغيرها.
عندما تحالف مع روسيا القيصرية كان انطلاقًا من مبدأ عدو عدوي صديقي لم يكن الشراكسة في حالة حرب أو عداء معها بل كان الروس في حالة حرب مستمرة مع التتار وكان يبحث عن حليف قوي يملك السلاح والعتاد المتطور ليؤمن حصوله عليه تماما كما كانت الدولة العثمانية وهي قوة عظمى تدعم تتار القرم بالسلاح والمال.

## الوحدة الشركسية
كثير هي الاسئلة المتعلقة بحقبة حكم الأمير تيمروقة لكنها تشكل حالة فريدة من نوعها فيها توحدت الأراضي الشركسية وامتدت إلى مناطق نهر الدون صحيح كان ذلك بالقوة والقمع إلا أنها أثبتت أن الوحدة الشركسية ولو كان ثمنها الدم هي أفضل الف مرة من الفوضى والتشتت والضياع.